# Catarina de Médici
Catarina Maria Rômula de Médici (em italiano: Caterina Maria Romola di Medici; Florença, 13 de abril de 1519 — Castelo de Blois, 5 de janeiro de 1589), filha de Lourenço II de Médici e de Madalena de La-Tour de Auvérnia, foi uma nobre italiana que se tornou rainha consorte da França de 1547 até 1559, como esposa do rei Henrique II.
Em 1533, com quatorze anos de idade, casou-se com Henrique, o segundo filho do rei Francisco I e da rainha Cláudia de França. Com a versão francofonizada de seu nome, Catarina de Medicis, ela foi a rainha consorte da França de 1547 até à morte de seu marido. Ao longo de seu reinado, Henrique não permitiu que ela participasse dos assuntos do Estado e, em vez disso, favoreceu sua principal amante, Diana de Poitiers, que tinha grande influência sobre ele. A morte de Henrique a empurrou para a arena política como a mãe do frágil rei Francisco II, de quinze anos de idade. Quando ele morreu, em 1560, ela tornou-se regente de seu filho, o rei Carlos IX, de dez anos, com amplos poderes. Depois que Carlos morreu em 1574, Catarina teve um papel fundamental no reinado de seu terceiro filho, Henrique III, que dispensou os conselhos da mãe somente em seus últimos meses de vida.
Seus três filhos reinaram na França em uma época de guerra civil e religiosa quase constante. Os problemas enfrentados pela monarquia eram complexos. Inicialmente, ela aceitou uma solução de compromisso e fez concessões aos rebeldes huguenotes, como ficaram conhecidos os protestantes na França. Ela não conseguia, no entanto, compreender as questões teológicas por trás da revolta e, mais tarde, recorreu a políticas de linha dura, com frustração e raiva, contra os rebeldes. Por conta disso, chegou a ser responsabilizada pelas perseguições excessivas realizadas sob o reinado de seus filhos, em especial pelo massacre de São Bartolomeu, no qual milhares de huguenotes foram mortos em Paris e em toda a França.
Alguns historiadores têm isentado Catarina da culpa pelas piores decisões da coroa, embora evidências de sua crueldade possam ser encontrada em suas cartas. Na prática, sua autoridade foi sempre limitada pelos efeitos das guerras civis. Suas políticas, portanto, podem ser vistas como medidas desesperadas para manter a monarquia Valois no trono a qualquer custo e seu patrocínio nas artes como uma tentativa de glorificar a monarquia cujo prestígio estava em declínio. Sem Catarina, é pouco provável que seus filhos tivessem permanecido no poder. Os anos em que reinou foram chamados de "a era de Catarina de Médici". E como descrito por um de seus biógrafos, Mark Strage, ela foi a mulher mais poderosa da Europa no século XVI.

## Nascimento e educação

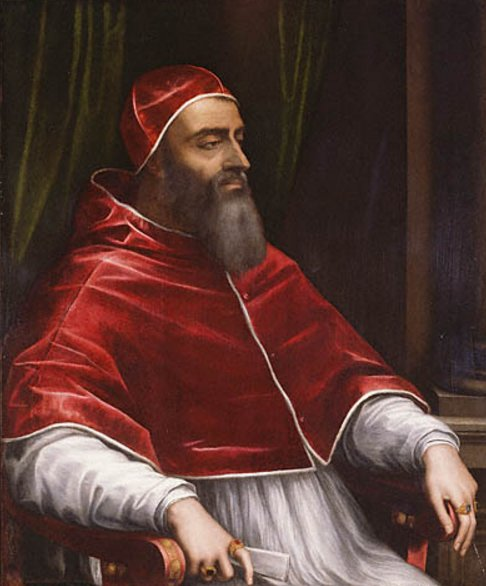
Júlio de Juliano de Médici, o, por Sebastiano del Piombo, c.1531. Clemente chamou o noivado de Catarina com Henrique de Orleães de "o maior casamento do mundo".

Catarina nasceu em Florença, Itália, como Catarina Maria Rômula de Lourenço de Médici (em italiano: Caterina Maria Romula di Lorenzo de' Medici). A família Médici era na época de facto a governante de Florença: originalmente banqueiros, chegaram a grande riqueza e poder, financiando as monarquias da Europa. Seu pai, Lourenço II de Médici, foi feito duque de Urbino pelo seu tio, o papa Leão X, mas o título voltou a Francisco Maria I Della Rovere após a sua morte. Assim, ainda que seu pai fosse um duque, ela teve um nascimento relativamente inferior. No entanto, sua mãe, Madalena de La Tour de Auvérnia, a condessa de Bolonha, vinha de uma das mais importantes e antigas famílias nobres francesas e esta prestigiada herança foi um benefício para o seu futuro casamento com um Filho da França.
Segundo um cronista contemporâneo, quando Catarina de Médici nasceu, seus pais ficaram "tão felizes como se ela fosse um menino". Madalena morreu em 28 de abril de febre puerperal e Lourenço morreu logo em seguida, em 4 de maio. O jovem casal havia se casado no ano anterior em Amboise como parte da aliança entre o rei Francisco I (r. 1515–1547) e o papa Leão contra o imperador Maximiliano I (r. 1508–1519). Francisco queria que Catarina, uma italiana, fosse elevada à corte francesa, mas o papa Leão tinha outros planos: ele pretendia casá-la com o filho ilegítimo de seu irmão, Hipólito de Médici, e colocá-los para governar Florença.
Ela foi inicialmente cuidada pela sua avó paterna, Alfonsina Orsini (esposa de Pedro de Médici). Após a morte dela, em 1520, Catarina juntou-se aos seus primos e foi criada por sua tia, Clarice Strozzi. A morte do papa Leão em 1521 interrompeu brevemente o poder dos Médici, até o cardeal Júlio de Médici ser eleito papa Clemente VII em 1523. Ele a alojou no Palazzo Medici Riccardi, em Florença, cujo povo a apelidou de duchessina ("A pequena duquesa"), em deferência à sua reivindicação não reconhecida ao Ducado de Urbino.
Em 1527, os Médici de Florença foram derrubados por uma facção de oposição ao regime do representante de Clemente, o cardeal Silvio Passerini, e Catarina foi feita refém e colocada numa série de conventos. No final, a Santissima Annuziata delle Murate foi a sua casa por três anos. Mark Strage descreveu estes anos como "os mais felizes de toda a sua vida". Para conseguir retomar Florença, Clemente, sem escolha, coroou Carlos I (r. 1516–1558) como Imperador Romano-Germânico (Carlos V), em troca de sua ajuda. Em outubro de 1529, as tropas de Carlos cercaram Florença. À medida que o cerco se arrastava, vozes pediam que Catarina fosse morta e exposta nua acorrentada às muralhas da cidade. Alguns até sugeriram que ela fosse entregue às tropas para ser abusada sexualmente. Quando a cidade finalmente se rendeu, em 12 de agosto de 1530, Clemente chamou Catarina de seu amado convento para se juntar a ele em Roma, onde a saudou de braços abertos e com lágrimas nos olhos. Em seguida, começou a procurar um marido para ela.

## Casamento

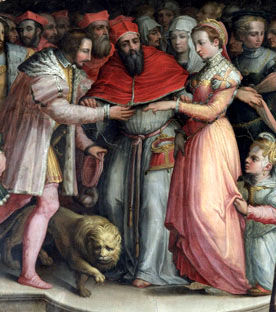
Casamento de Catarina e Henrique, pintado por Giorgio Vasari, 17 anos após o evento.

Em sua visita a Roma, o embaixador veneziano descreveu Catarina como "pequena de estatura, magra e sem feições delicadas, mas tinha os olhos salientes peculiares da família Médici". Pretendentes, no entanto, enfileiraram-se para tentar a mão dela, incluindo Jaime V da Escócia (r. 1513–1542), que enviou João Stuart, Duque de Albany para que Clemente concluísse um casamento com ele em abril ou novembro de 1530. Quando Francisco I propôs seu segundo filho, Henrique, duque de Orleães, no início de 1533, Clemente aproveitou a oferta. Henrique foi um prêmio para ela, que, apesar de rica, era de origens mais modestas.
O casamento, um grande evento marcado pela troca de presentes e exibição extravagante, teve lugar em Marselha em 28 de outubro 1533. O príncipe Henrique dançou e justou para Catarina. O casal, de apenas quatorze anos de idade, deixou o casamento à meia-noite para desempenhar seus deveres nupciais. Henrique chegou no quarto com o pai, que disse ter ficado até o casamento ser consumado. Ele observou que "cada um tinha mostrado valor na justa". Clemente visitou os recém-casados na cama na manhã seguinte e acrescentou suas bênçãos aos procedimentos da noite.
Catarina viu pouco seu marido em seu primeiro ano de casamento, mas as damas da corte a trataram bem, impressionadas com sua inteligência e perspicácia para agradar. A morte do papa Clemente VII em 25 de setembro 1534, no entanto, enfraqueceu a posição dela na corte francesa. O papa seguinte, Paulo III, rompeu a aliança com a França e se recusou a pagar seu enorme dote. O rei Francisco lamentou: "A menina veio a mim completamente nua [sem nada]".
O príncipe Henrique não demonstrou nenhum interesse em Catarina como mulher e, em vez disso, abertamente teve amantes. Durante os primeiros dez anos de casamento, a rainha não conseguiu ter filhos. Em 1537, por outro lado, Filippa Duci, uma das amantes de Henrique, deu à luz uma filha, a quem ele reconheceu publicamente. Isto provou que Henrique era fértil e colocou sua esposa sob pressão para gerar um filho.

### Delfina
Em 1536, o irmão mais velho de Henrique, Francisco, pegou um resfriado depois de um jogo de tênis, contraiu uma febre e morreu, deixando o irmão mais novo como herdeiro. Como delfina, Catarina estava agora na espera de proporcionar um futuro herdeiro ao trono. De acordo com o cronista da corte, Pierre de Brantôme, "muitas pessoas aconselharam o rei e o delfim a renegá-la, já que era necessário continuar a linhagem da França". O divórcio foi discutido. Em desespero, Catarina tentou todos os truques conhecidos na época para engravidar, como colocar esterco de vaca e pó de chifres de veados em sua "fonte da vida", e ainda beber urina de jumento. Em 19 de janeiro de 1544, ela finalmente deu à luz um filho, nomeado em honra ao rei Francisco.

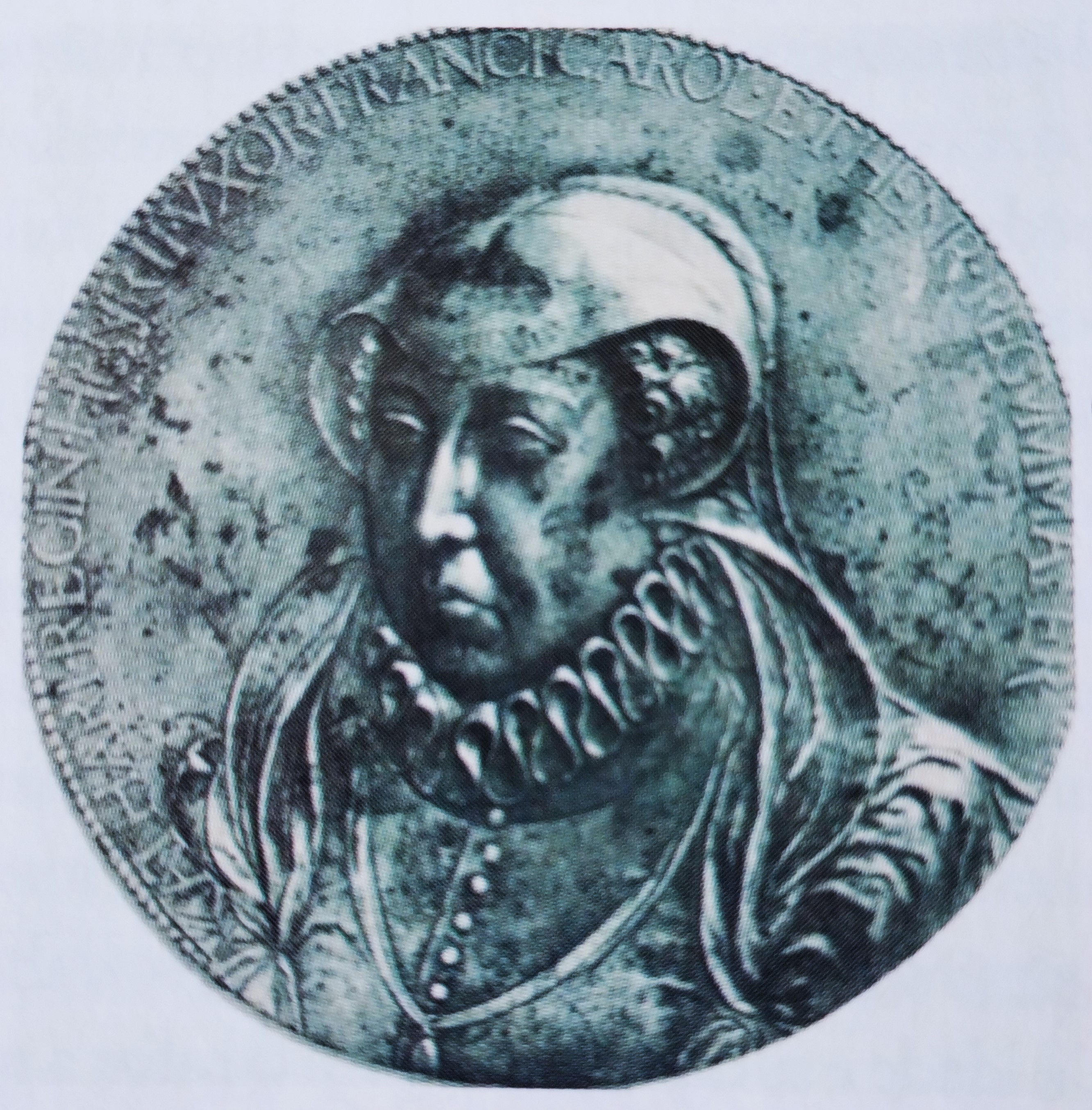
Medalha de Catarina de Médici, século XVI, acervo do Museu do Louvre

Depois de engravidar uma vez, a rainha não teve problemas para fazê-lo novamente. A sua mudança de sorte pode ter sido devida ao médico Jean Fernel, que tinha notado pequenas anormalidades nos órgãos sexuais do casal e os aconselhou a resolver o problema. Catarina rapidamente concebeu outra vez e, em 2 de abril de 1545, deu à luz uma filha, Isabel. Ela deu a Henrique mais oito filhos, seis dos quais sobreviveram à infância, incluindo os futuros reis Carlos IX (nascido em 27 de junho de 1550), Henrique III (nascido em 19 de setembro de 1551) e Francisco, Duque de Anjou (nascido em 18 de março de 1555). O futuro a longo prazo da dinastia Valois, que governava a França desde o século XIV, parecia assegurado.
A recém-descoberta habilidade de Catarina de ter filhos, no entanto, não melhorou seu casamento. Em 1538, com dezenove anos de idade, Henrique tomou como amante Diana de Poitiers, de trinta e oito anos, a quem ele amou o resto de sua vida. Mesmo assim, ele respeitava a posição de Catarina como sua consorte. Quando o rei Francisco I morreu em 1547, Catarina tornou-se rainha consorte da França e foi coroada na basílica de Saint-Denis em 10 de junho de 1549.

### Rainha da França

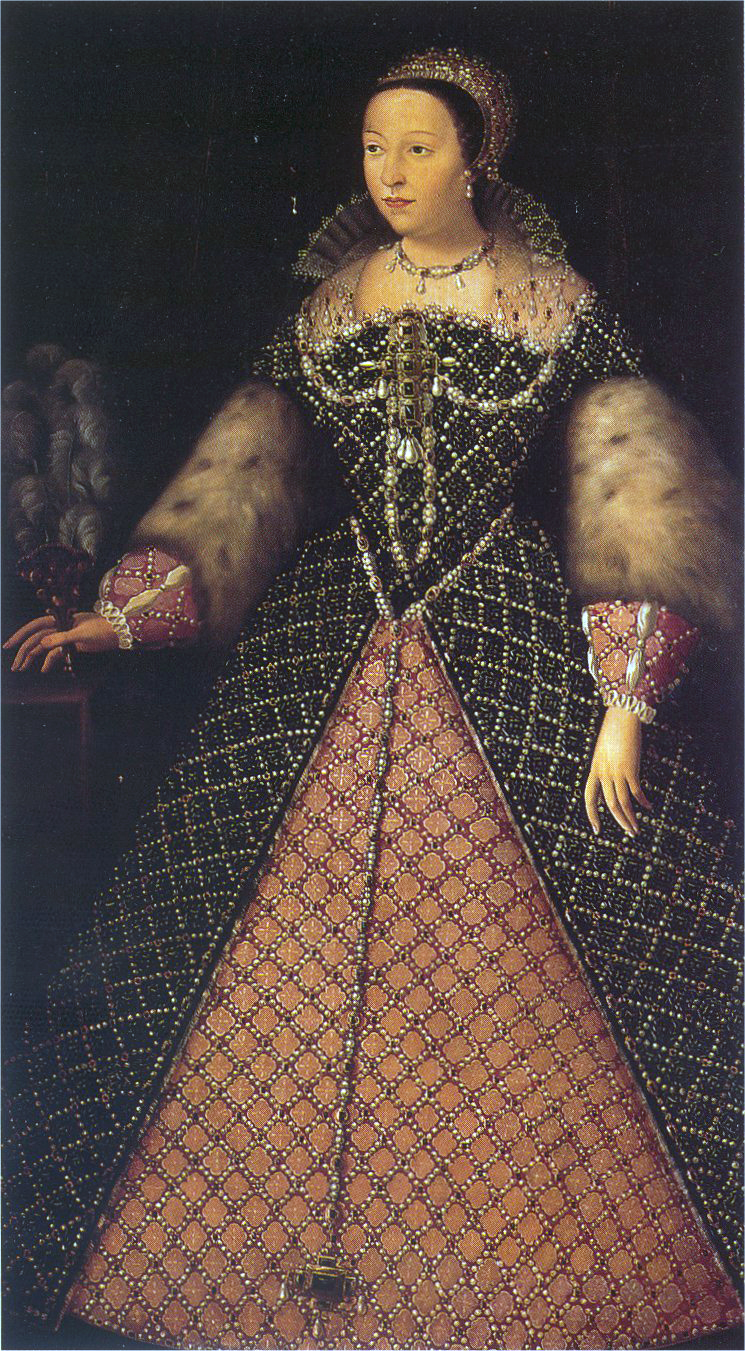
Catarina de Médici, rainha da França, na Galleria degli Uffizi. "Sua boca é muito grande e os olhos, muito proeminentes e incolores para sua beleza", descreveu um emissário veneziano quando Catarina aproximou-se dos quarenta anos, "mas uma mulher de aparência distinta, com uma figura bem feita, a pele bonita e mãos primorosamente em forma"

Henrique não permitiu quase nenhuma influência política à rainha Catarina. Embora às vezes ela atuasse como regente em suas ausências da França, seus poderes eram estritamente nominais. Henrique deu o Castelo de Chenonceau, que a rainha queria para si, a Diana de Poitiers, que tomou seu lugar no centro do poder, distribuindo e aceitando favores. Um embaixador imperial relatou que, na presença de convidados, Henrique se sentava no colo de Diana e tocava violão, conversava sobre política ou acariciava seus seios. Diana nunca considerou a rainha como uma ameaça. Ela ainda incentivou o rei a dormir com ela para ser pai de mais filhos. Em 1556, Catarina quase morreu ao dar à luz duas filhas gêmeas, mas os cirurgiões salvaram sua vida quebrando o braço de uma das duas bebês, que morreu em seu ventre. A filha sobrevivente morreu sete semanas depois. A rainha nunca mais teve filhos. O reinado de Henrique também viu a ascensão dos irmãos Guise, Carlos, que se tornou cardeal, e de Henrique, amigo de infância de Francisco, que se tornou duque de Guise. A irmã deles, Maria, tinha se casado com Jaime V da Escócia em 1538 e foi a mãe da rainha Maria da Escócia. Com cinco anos e meio de idade, Maria foi levada para a corte francesa e prometida ao delfim, Francisco. Catarina a criou junto com os seus próprios filhos na corte, enquanto Maria de Guise governava a Escócia como regente de sua filha.

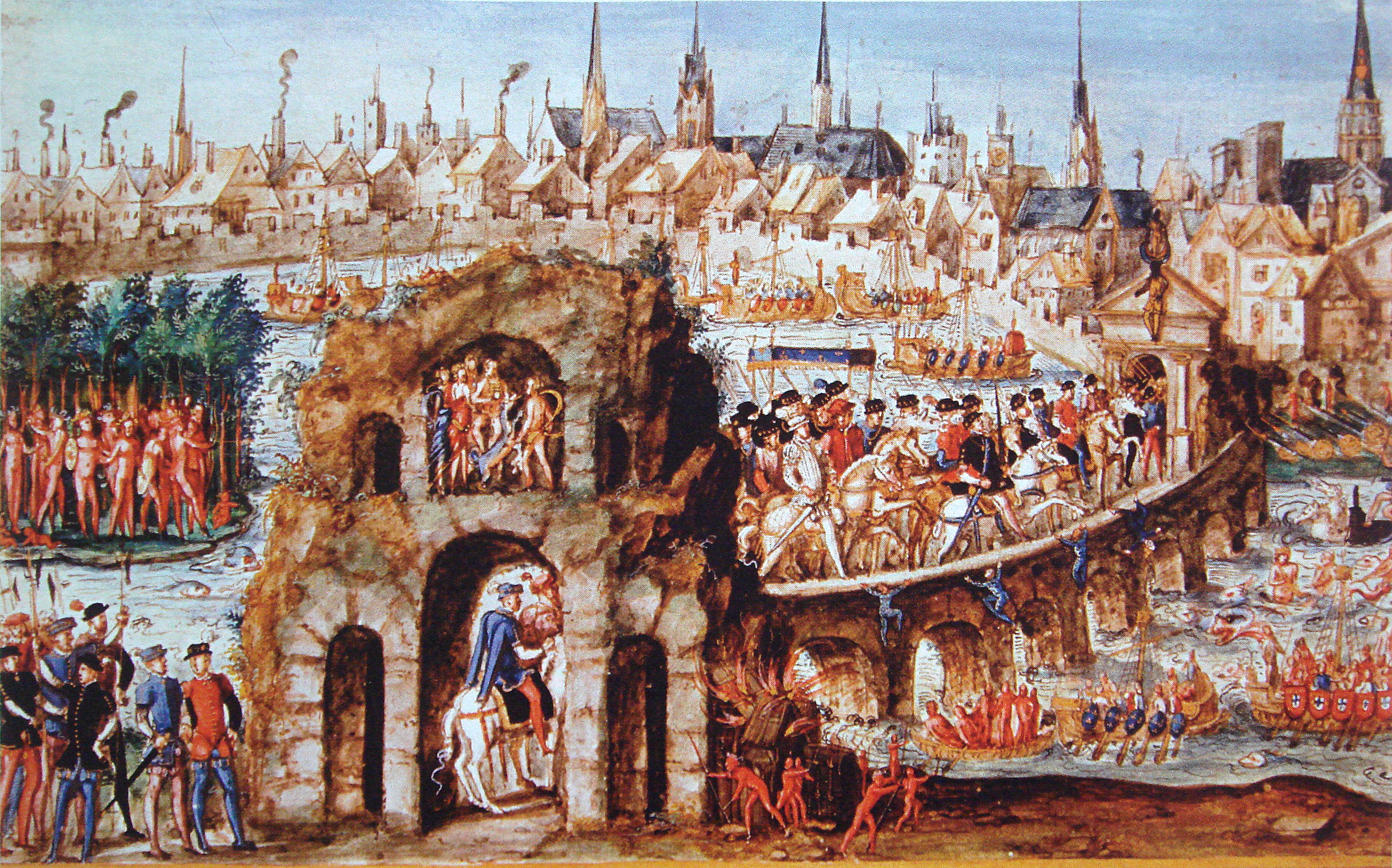
"Baile brasileiro" para Henrique II em Ruão, 1 de outubro de 1550.

Entre 3 e 4 de abril de 1559, Henrique assinou a Paz de Cateau-Cambrésis com o Sacro Império Romano-Germânico e com a Inglaterra, encerrando o longo período das guerras italianas. O tratado foi selado com o noivado da filha de Catarina, Isabel de Valois, de treze anos de idade, e Filipe II de Espanha. O casamento ocorreu em Paris, em 22 de junho de 1559, e foi comemorado com festas, bailes, mascaradas e cinco dias de justas.
Henrique participou da justa ostentando as cores preta e branca de Diana. Ele derrotou os duques de Guise e Nemours, mas o jovem Gabriel, conde de Montgomery, o derrubou metade fora da sela. O rei insistiu em montar contra Montgomery novamente e, desta vez, a lança dele atingiu em cheio o rosto do rei. Ele saiu cambaleando do confronto, com o rosto ensanguentado e com lascas "de uma boa grandeza" saindo de seu olho e cabeça. Catarina, Diana e o príncipe Francisco todos desmaiaram. Henrique foi levado para o Hôtel des Tournelles, onde cinco estilhaços de madeira foram extraídos de sua cabeça, um dos quais tendo perfurado o olho e o cérebro. Catarina ficou ao seu lado, mas Diana manteve-se afastada, "por medo", nas palavras de um cronista, "de ser expulsa pela rainha". Durante dez dias o estado de Henrique variou. Às vezes, ele sentia-se bem o suficiente para ditar as cartas e ouvir música. Aos poucos, porém, perdeu a visão, a fala e a razão e, em 10 de julho de 1559, morreu. A partir desse dia a rainha tomou a lança quebrada como seu emblema, inscrito com as palavras em latim "lacrymae hinc, hinc dolor" ("disso vêm as minhas lágrimas e minha dor"), e passou a se vestir de preto em luto pelo seu marido.

## Rainha mãe

### Reinado de Francisco II
Francisco II tornou-se rei com quinze anos de idade. No que tem sido chamado de um Golpe de Estado, o cardeal de Lorena e duque de Guise — cuja sobrinha, Maria, rainha da Escócia, havia se casado com Francisco no ano anterior — tomou o poder um dia depois da morte de Henrique II e rapidamente mudou-se para o Palácio do Louvre, com o jovem casal. O embaixador inglês relatou alguns dias depois que "a casa de Guise dominava e fazia tudo sobre o rei da França". Por ora, Catarina trabalhou com os Guise por necessidade, mas não recebeu oficialmente um papel no governo do filho, que foi considerado velho o suficiente para governar por conta própria. No entanto, todos os seus atos oficiais começaram com as palavras: "Sendo este o beneplácito da rainha, minha senhora e mãe, e eu também aprovando todas as opiniões que ela tenha, estou contente e comando que [....]" Catarina não hesitou em explorar sua nova autoridade: um de seus primeiros atos foi forçar Diana de Poitiers a entregar suas joias e devolver o Castelo de Chenonceau à coroa. Mais tarde, ela fez o possível para apagar ou superar os trabalhos de construção lá feitos por Diana.

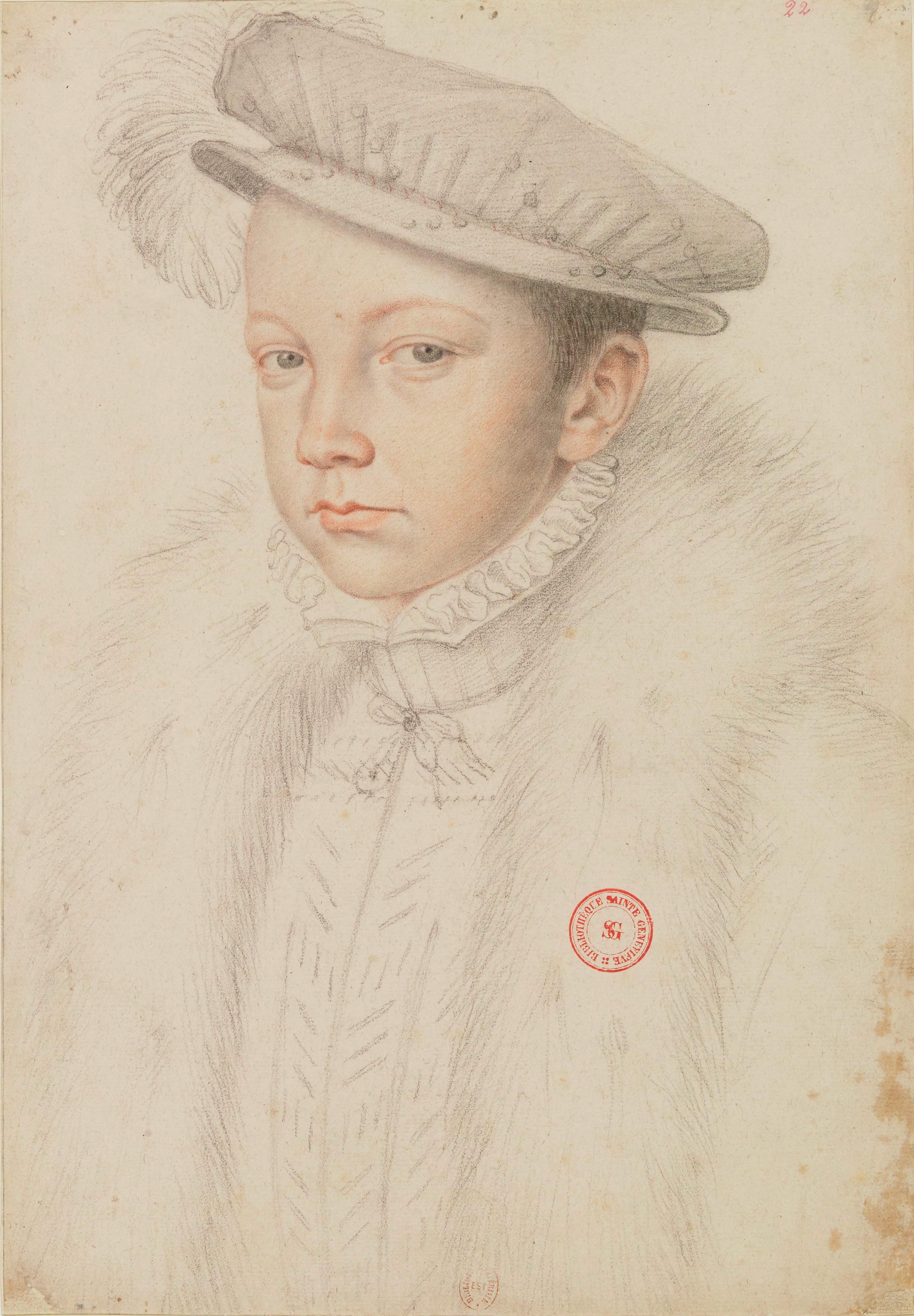
, por François Clouet, 1560. Francisco encontrou a coroa tão pesada em sua coroação que quatro nobres tiveram que mantê-lo no lugar até ele subir os degraus para o seu trono.

Os irmãos de Guise começaram a perseguir os protestantes com zelo. Catarina adotou uma postura moderada e se declarou contra as perseguições dos Guise, embora ela não tivesse nenhuma simpatia particular com os huguenotes, cujas crenças nunca compartilhou. Os protestantes consideraram primeiro a liderança com Antônio de Bourbon, rei de Navarra, o primeiro príncipe de sangue, e depois, com mais sucesso, com seu irmão, Luís de Bourbon, príncipe de Condé, que apoiou um complô para derrubar os Guise à força. Quando eles souberam da conspiração, mudaram a corte para as fortificações do Castelo de Amboise. O duque de Guise lançou um ataque na floresta ao redor do castelo, no qual suas tropas surpreenderam os rebeldes e mataram muitos deles, incluindo o comandante, La Renaudie. Outros foram afogados no rio ou enforcados em torno das muralhas, enquanto Catarina e a corte assistiam.

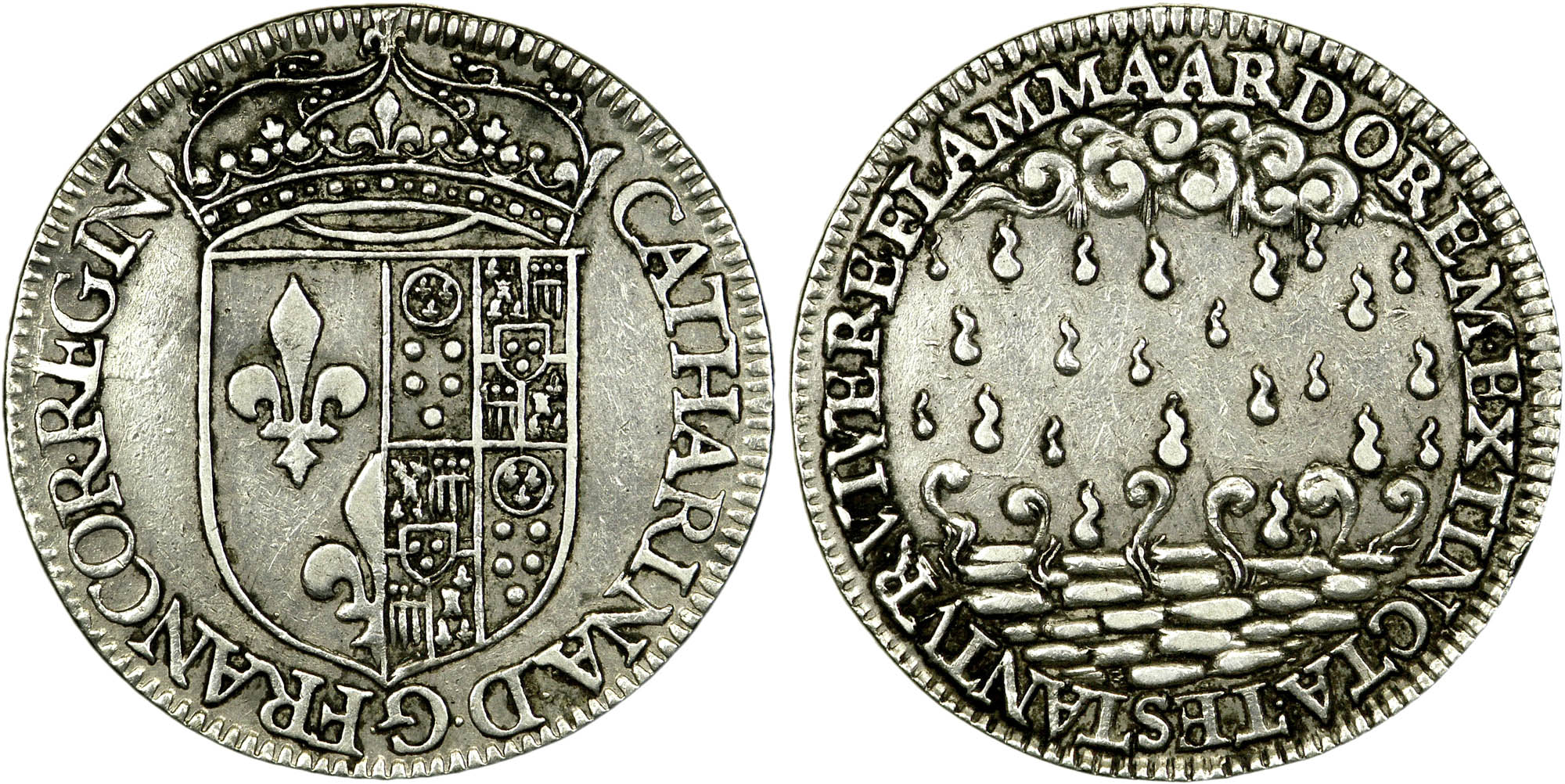
Jetom de prata de Catarina de Médici.

Em junho de 1560, Michel de l'Hôpital foi nomeado chanceler da França. Ele procurou o apoio de órgãos constitucionais do país e trabalhou em estreita colaboração com Catarina para defender a lei em face da anarquia crescente. Ele não viu necessidade de punir os protestantes que adoravam em particular e nem pegaram em armas. Em 20 de agosto de 1560, Catarina e o chanceler defenderam esta política perante uma assembleia de notáveis em Fontainebleau, um ato que os historiadores consideram como um dos primeiros exemplos de estadismo de Catarina. Enquanto isso, Condé levantou um exército e, no outono de 1560, começou atacando cidades no sul. Catarina ordenou à corte que ele fosse preso assim que chegasse. Ele foi julgado em novembro, considerado culpado de crimes contra a coroa e condenado à execução. Sua vida foi salva pela morte do rei, resultado de uma infecção ou de um abscesso em seu ouvido.
Quando Catarina percebeu que Francisco ia morrer, fez um pacto com Antônio de Bourbon pelo qual ele renunciaria ao seu direito à regência do futuro rei Carlos IX, em troca da libertação de seu irmão Condé. Como resultado, quando Francisco morreu em 5 de dezembro de 1560, o conselho privado a nomeou como governadora da França (gouvernante de France), com amplos poderes. Ela escreveu para sua filha Isabel: "Meu principal objetivo é ter a honra de Deus diante dos meus olhos em todas as coisas e preservar a minha autoridade, não para mim, mas para a conservação deste reino e para o bem de todos os seus irmãos".

### Reinado de Carlos IX

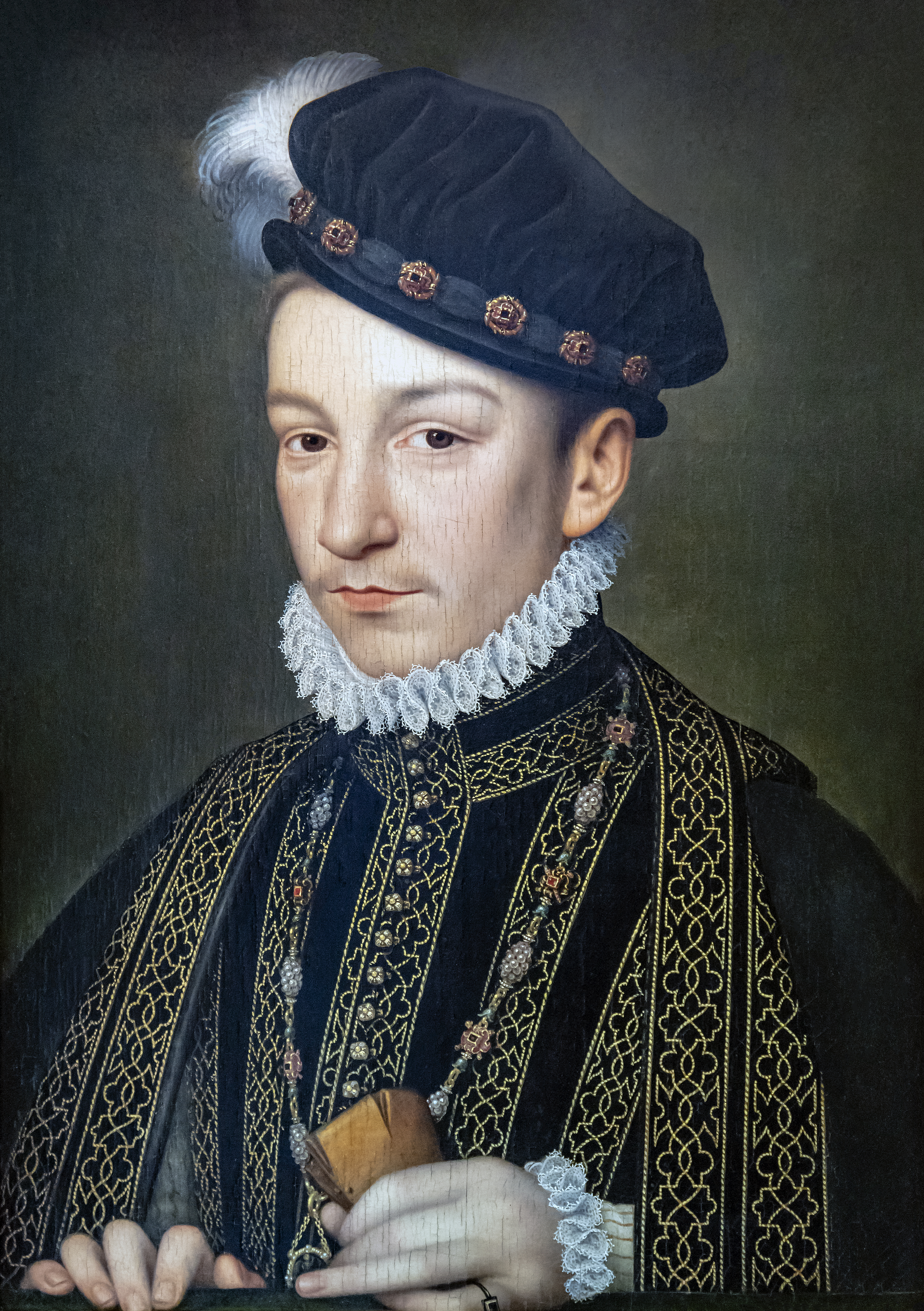
, por François Clouet, c. 1565. O embaixador veneziano Giovanni Michiel descreveu Carlos como "uma criança admirável, com belos olhos, movimentos graciosos, embora ele não fosse robusto. Ele gostava de exercícios físicos, o que era muito violento para a sua saúde, pois ele sofria de falta de ar".

A princípio Catarina manteve o rei de nove anos de idade e que chorou em sua coroação, perto dela, e dormia em seu quarto. Ela presidia o conselho, decidia política e controlava os negócios estatais e os patrocínios. No entanto, ela nunca esteve em posição de controlar o país como um todo, que estava à beira da guerra civil e, em muitas partes da França, os nobres dominavam em lugar da coroa. Os desafios enfrentados por ela eram complexos e de certa forma de difícil compreensão para uma estrangeira.
Ela convocou os líderes da Igreja de ambos os lados para tentar resolver suas diferenças doutrinárias. Apesar de seu otimismo, o Colóquio de Poissy terminou em fracasso em 13 de outubro de 1561, dissolvendo-se sem a sua permissão. A rainha falhou ao enxergar a divisão religiosa só em termos políticos. Nas palavras do historiador R. J. Knecht, "ela subestimou a força da convicção religiosa, imaginando que tudo ficaria bem se ela pudesse convocar os líderes partidários a se conciliarem". Em janeiro de 1562, Catarina emitiu o tolerante Édito de Saint-Germain, em mais uma tentativa de construir pontes com os protestantes. Em 1º de março de 1562, no entanto, em um incidente conhecido como o Massacre de Vassy, o duque de Guise e seus homens atacaram fiéis huguenotes em um celeiro em Wassy, matando 74 e ferindo 104 pessoas. Guise, que chamou o massacre "de um acidente lamentável", foi aplaudido como herói nas ruas de Paris, enquanto os huguenotes clamavam por vingança. O massacre acendeu o estopim que desencadeou as guerras religiosas francesas. Pelos 30 anos seguintes, a França se veria mergulhada em um estado de guerra civil ou de trégua armada.
Em menos de um mês, Luís de Bourbon, Príncipe de Condé, e o almirante Gaspar II de Coligny tinham levantado um exército de 1 800 homens. Eles formaram uma aliança com a Inglaterra e conquistaram uma cidade depois da outra na França. Catarina encontrou-se com Coligny, mas ele recusou-se a recuar. Por isso, ela lhe disse: "Já que você confia em suas forças, vamos mostrar-lhe a nossa". O exército do rei contra-atacou rapidamente e cercou a capital huguenote, Ruão. Catarina visitou Antônio de Bourbon, rei de Navarra, que estava em seu leito de morte depois de ter sido ferido por um tiro de arcabuz. Catarina insistiu em visitar o campo de batalha pessoalmente e, quando a alertaram para os perigos, riu: "Minha coragem é tão grande quanto a sua". Os católicos tomaram Ruão, mas o triunfo foi de curta duração. Em 18 de fevereiro de 1563, um espião chamado Jean de Poltrot atirou com um arcabuz nas costas do duque de Guise no cerco de Orleães. O assassinato desencadeou uma vingança de sangue aristocrática que complicou as guerras civis francesas nos anos seguintes. Catarina, no entanto, ficou encantada com a morte de seu aliado. "Se o senhor de Guise tivesse morrido mais cedo", disse ao embaixador veneziano, "a paz teria sido alcançada mais rapidamente". Em 19 de março de 1563, o Édito de Amboise, também conhecido como o Édito de Pacificação, acabou com a guerra. Catarina agora reuniu forças huguenotes e católicas para retomar Le Havre, que fora entregue aos ingleses.

### Huguenotes
Em 17 de agosto de 1563, Carlos IX foi declarado maior de idade no parlamento de Ruão, mas ele nunca foi capaz de se pronunciar por conta própria e mostrou pouco interesse no governo. Catarina decidiu lançar uma campanha para impor o Édito de Amboise e reavivar a lealdade à coroa e, com este objetivo, ela partiu com Carlos e a corte em um progresso por toda a França que durou de janeiro 1564 a maio de 1565. Ela se reuniu com a rainha protestante Joana III de Navarra em Mâcon e Nérac. Ela também se reuniu com a filha dela, Isabel, em Baiona, perto da fronteira espanhola, em meio a luxuosas festividades da corte. Filipe II escusou-se da ocasião e enviou o duque de Alba para pedir a Catarina que acabasse com o Édito de Amboise e partisse para soluções punitivas para o problema da heresia.
Em 1566, por meio do embaixador do Império Otomano, Guilherme de Grandchamp de Grantrie, e, aproveitando-se da antiga aliança franco-otomana, Carlos IX e Catarina de Médici propuseram à corte do sultão um plano para estabelecer os huguenotes e luteranos franceses e alemães na Moldávia, que era controlada pelos otomanos, a fim de criar uma colônia militar e um estado tampão contra os Habsburgo. Este plano também tinha a vantagem de eliminar os huguenotes da França, mas não despertou o interesse dos otomanos.

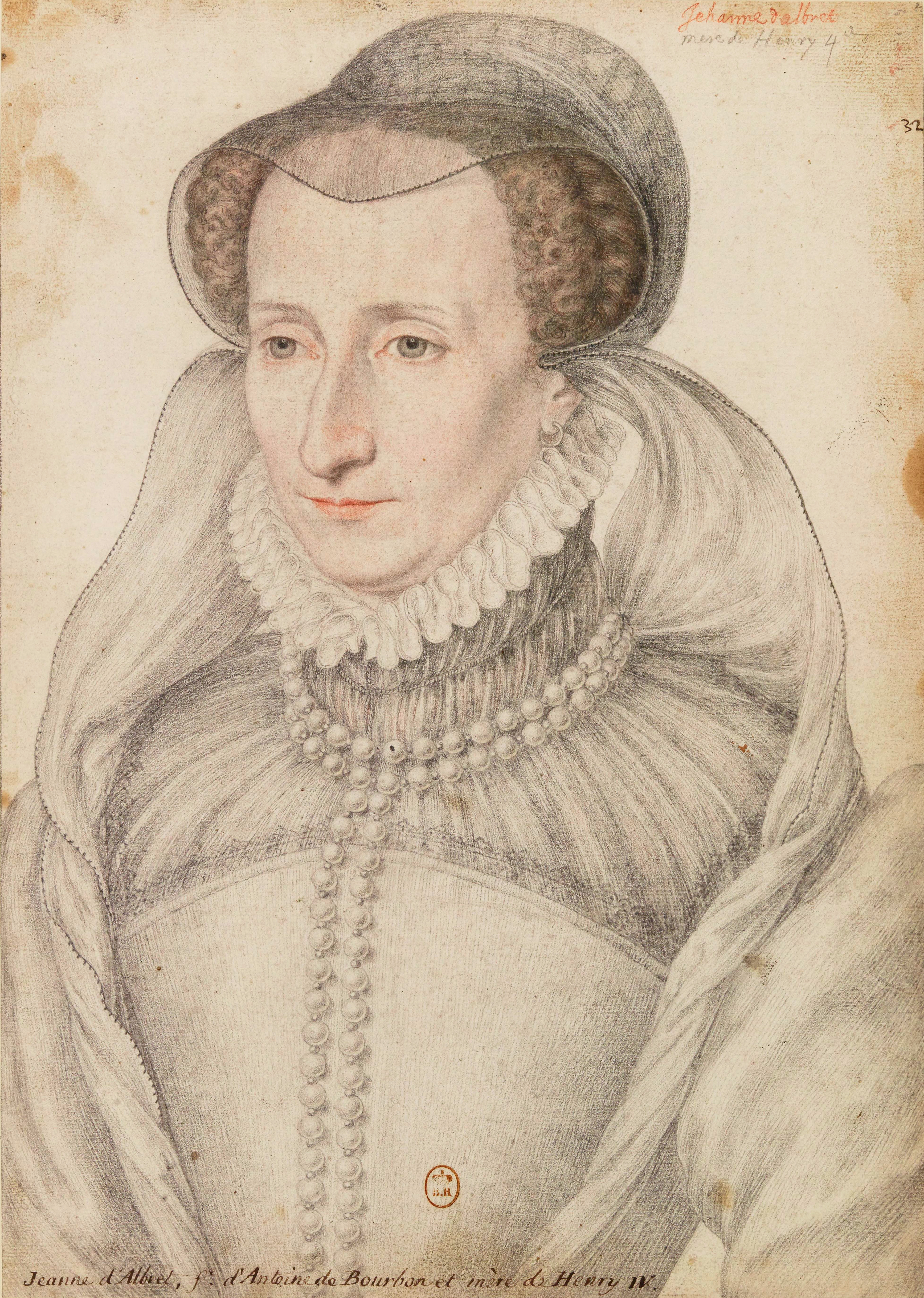
Joana d'Albret, rainha de Navarra, por François Clouet, 1570. Ela escreveu para seu filho, Henrique, em 1572: "Tudo o que ela [Catarina] faz é zombar de mim, e depois diz aos outros exatamente o oposto do que eu disse ... ela nega tudo, rindo na minha cara ... ela me trata tão vergonhosamente que a paciência mantida consigo supera o de Griselda".

Em 27 de setembro de 1567, em um golpe conhecido como a surpresa de Meaux, forças huguenotes tentaram emboscar o rei, provocando uma nova guerra civil. Tomada de surpresa, a corte fugiu para Paris em desordem. A guerra terminou com a Paz de Longjumeau entre 22 e 23 de março de 1568, mas a agitação civil e o derramamento de sangue continuaram. A surpresa de Meaux marcou uma virada na política de Catarina em relação aos huguenotes e ela abandonou a acomodação em prol de uma política de repressão. Ela disse ao embaixador veneziano, em junho de 1568, que tudo que se poderia esperar dos huguenotes era engano e elogiou o duque de Alba por seu reinado de terror nos Países Baixos, que condenou milhares de calvinistas e rebeldes à morte.
Os huguenotes retiraram-se para a fortaleza fortificada de La Rochelle, na costa oeste, e Joana d'Albret e seu filho de quinze anos de idade, Henrique de Bourbon, se juntaram a eles. "Viemos com a determinação de morrer, todos nós", ela escreveu a Catarina, "ao invés de abandonar o nosso Deus e nossa religião". Ela chamou Joana, cuja decisão de se rebelar representava uma ameaça dinástica aos Valois, "a mulher mais sem vergonha do mundo". No entanto, a Paz de Saint-Germain-en-Laye foi assinada em 8 de agosto de 1570, depois que o exército real ficou sem dinheiro e acabou admitindo uma tolerância aos huguenotes maior do que nunca.
Catarina considerou promover os interesses dos Valois através de grandes casamentos dinásticos. Em 1570, Carlos IX se casou com Isabel da Áustria, filha do imperador Maximiliano II (r. 1562–1576). Catarina também estava ansiosa por um encontro entre seus dois filhos mais novos e Isabel I de Inglaterra. Depois da morte de sua filha Isabel no parto em 1568, ela havia prometido a mão de sua filha mais nova, Margarida, em noivado para Filipe II de Espanha. Agora, ela queria um casamento entre Margarida e Henrique III de Navarra, com o objetivo de unir os Valois e os Bourbon. Para complicar, Margarida estava secretamente envolvida com Henrique de Guise, o filho do falecido Duque de Guise. Quando Catarina descobriu, mandou tirar a filha da cama e ela e o rei a espancaram, rasgando suas roupas de dormir e arrancando tufos de cabelo.
Catarina escreveu para Joana d'Albret pressionando-a a vir à corte sob o pretexto de querer ver seus filhos e prometendo não prejudicá-los. Joana respondeu: "Perdoe-me se, lendo isso, quero rir, porque você quer me aliviar de um medo que eu nunca tive. Eu nunca pensei que, como dizem, você comesse criancinhas". Quando Joana veio à corte, Catarina a pressionou muito, brincando com as esperanças de seu filho amado. Joana finalmente concordou com o casamento entre ele e Margarida, desde que Henrique pudesse permanecer um huguenote. Quando Joana chegou a Paris para comprar roupas para o casamento, ficou doente e morreu, com cerca de quarenta e quatro anos. Escritores huguenotes mais tarde acusaram Catarina de assassiná-la com luvas envenenadas. O casamento ocorreu em 18 de agosto de 1572, na Catedral de Notre-Dame em Paris.

### Massacre de São Bartolomeu
Três dias depois, o almirante Gaspar II de Coligny estava caminhando de volta para seus aposentos no Louvre quando um tiro foi disparado a partir de uma casa e o feriu na mão e no braço. O fumo de um arcabuz foi descoberto em uma janela, mas o culpado tinha fugido pela parte traseira do edifício em um cavalo que o aguardava. Coligny foi levado para seus aposentos no Hôtel de Béthisy, onde o cirurgião Ambroise Paré removeu uma bala de seu cotovelo e amputou um dedo danificado com um par de tesouras. Catarina, que disse ter recebido a notícia sem emoção, fez uma visita chorosa para Coligny e prometeu punir o agressor. Muitos historiadores têm culpado Catarina pelo ataque ao almirante, enquanto outros apontam para a família Guise ou para uma trama hispano-papal para acabar com a influência de Coligny sobre o rei. Seja qual for a verdade, o banho de sangue que se seguiu estava muito além do controle de Catarina ou qualquer outro líder.
O massacre do dia de São Bartolomeu, que começou dois dias depois, manchou a reputação da Catarina desde então. Não há nenhuma razão para acreditar que ela não tivesse parte na decisão quando, em 23 de agosto, Carlos IX ordenou: "Então, matem eles! Matem todos!". A ideia era clara. Catarina e seus assessores esperavam por uma revolta huguenote para vingar o ataque de Coligny, escolhendo, portanto, atacar primeiro e eliminar os líderes huguenotes enquanto ainda estavam em Paris na sequência do casamento.
O massacre em Paris durou quase uma semana e se espalhou para muitas partes da França, onde persistiu pelo outono. Nas palavras do historiador Jules Michelet, "São Bartolomeu não foi um dia, mas uma temporada". No dia 29 de setembro, quando Navarra ajoelhou-se diante do altar, como um católico romano, tendo se convertido para evitar ser morto, Catarina virou-se para os embaixadores e riu. A partir deste momento surgiram as lendas dos ímpios da rainha italiana. Escritores huguenotes marcaram-na como uma italiana intrigueira, que agiu com princípios maquiavélicos para matar todos os inimigos em um único golpe.

### Reinado de Henrique III

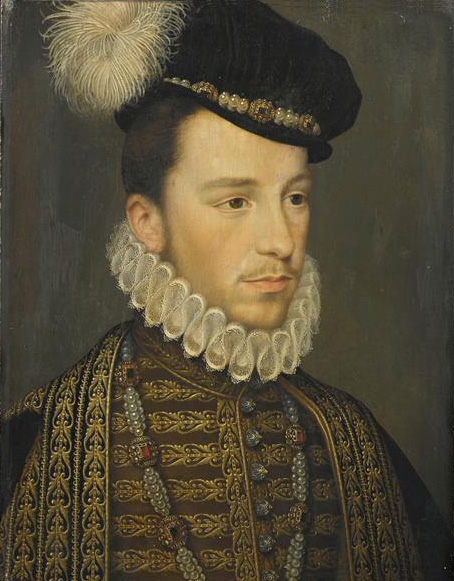
Henrique, duque de Anjou, por Jean de Corte, c. 1573. Como Henrique III, muitas vezes ele mostrou mais interesse em devoções piedosas do que no governo.

Dois anos depois, Catarina enfrentou uma nova crise com a morte de Carlos IX aos vinte e três anos de idade. Suas últimas palavras foram "ó minha mãe  ...". Um dia antes de morrer, ele nomeou Catarina regente, uma vez que seu irmão e herdeiro, Henrique, o Duque de Anjou, foi para a República das Duas Nações, onde ele havia sido eleito rei no ano anterior. No entanto, três meses após sua coroação na Catedral de Wawel, Henrique abandonou o trono e retornou à França a fim de tornar-se rei de seu país. Catarina escreveu a Henrique: "Estou agoniada em ter presenciado tal cena e o amor que ele me mostrou no fim [...] Meu único consolo é vê-lo aqui em breve, como o seu reino requer, e de boa saúde, porque, se eu fosse te perder, teria me enterrado viva com você".
Henrique era o filho favorito de Catarina. Ao contrário de seus irmãos, ele subiu ao trono como um homem adulto. Ele também era saudável, mas sofria de pulmões fracos e fadiga constante. Seu interesse nas tarefas do governo, no entanto, mostrou-se irregular. Ele dependeu da mãe e de sua equipe de secretários até as últimas semanas de sua vida. Sempre se escondeu de assuntos do Estado, imergindo-se em atos de piedade, como peregrinações e flagelações. Por outro lado, ele era famoso por seu círculo de favoritos, chamados de Les Mignons (do francês "mignon", para "os queridinhos" ou "os mais delicados"). Era um termo usado por polemistas na atmosfera tóxica das guerras religiosas francesas - e retomado pelo povo de Paris - para designar os favoritos de Henrique III, do seu retorno da Polônia em 1574 até o seu assassinato em 1589, um final desastroso para o qual a percepção de uma fraqueza efeminada contribuiu. Os mignons eram jovens frívolos e elegantes, a quem o público atribuía maldosamente heterodoxa sexualidade, os rumores que alguns historiadores têm considerado como um fator de desintegração da monarquia Valois.
De acordo com o cronista contemporâneo Pierre de l'Estoile, eles se tornaram "extremamente odiosos, tanto por seu comportamento tolo e arrogante, quanto por seu modo de vestir efeminado e imodesto, mas, acima de tudo, pelos imensos presentes que o rei lhes deu". O casamento de Anne Joyeuse em 1581 ocasionou uma das mais extravagantes ostentações do reinado.

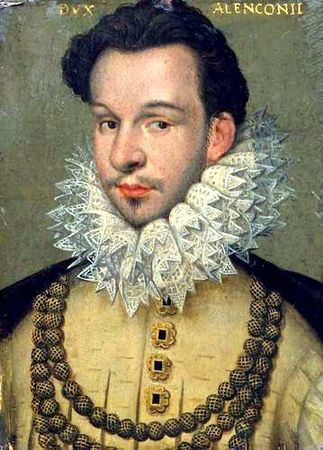
O filho caçula de Catarina, Francisco, Duque de Alençon, por Nicholas Hilliard, c. 1577. Isabel de Inglaterra o chamou de "seu sapo", mas o encontrou "não tão deformado" como ela tinha sido levada a crer.

Henrique se casou com Luísa de Lorena-Vaudémont em fevereiro de 1575, dois dias depois de sua coroação. Sua escolha frustrou os planos da rainha de um casamento político com uma princesa estrangeira. Rumores sobre a incapacidade de Henrique de gerar filhos circulavam amplamente na época. O núncio papal Salviati observou que "é somente com dificuldade que podemos imaginar que haverá descendência ... médicos e aqueles que o conhecem bem dizem que ele tem uma constituição extremamente fraca e não vai viver muito tempo". Como passava o tempo e a probabilidade de filhos do casamento diminuía, o filho caçula de Catarina, Francisco, Duque de Anjou, conhecido como "Monsieur", desempenhou o seu papel de herdeiro do trono, explorando várias vezes a anarquia da guerra civil, que era, naquele momento, tanto uma luta pelo poder entre os nobres quanto um conflito sobre religião. Ela fez de tudo para trazer Francisco de volta ao comportamento esperado e, numa certa ocasião em março de 1578, admoestou-o por seis horas sobre o seu comportamento perigosamente subversivo.
Em 1576, em um movimento que colocou o trono de Henrique em perigo, Francisco se aliou com os príncipes protestantes contra a coroa. Em 6 de maio de 1576, Catarina cedeu a quase todas as demandas huguenotes no Édito de Beaulieu. O tratado ficou conhecido como a Paz de Monsieur porque pensava-se que Francisco o havia imposto à coroa. Ele morreu de tuberculose em junho de 1584 depois de uma intervenção desastrosa nos Países Baixos, durante a qual seu exército fora massacrado. Catarina escreveu no dia seguinte: "Eu sou tão miserável por viver o suficiente para ver tanta gente morrer antes de mim, apesar de compreender que a vontade de Deus deve ser obedecida, de que Ele é dono de tudo e que Ele nos empresta apenas Lhe apetece os filhos que Ele nos dá". A morte de seu filho mais novo foi uma calamidade para os sonhos dinásticos de Catarina. Pela lei sálica, somente os homens podem ascender ao trono, o que fez do huguenote Henrique de Navarra o herdeiro presuntivo da coroa francesa.
Catarina tinha pelo menos tomado a precaução de casar Margarida, sua filha mais nova, com um Navarra. Margarida, no entanto, havia se tornado um espinho no pé de Catarina tanto quanto Francisco, e, em 1582, ela voltou para a corte francesa sem o marido. Sua mãe foi ouvida gritando com ela por ter amantes. Ela enviou Pomponne de Bellièvre de Navarra para organizar a devolução de sua filha. Em 1585, Margarida fugiu dos Navarra novamente, retirou-se para sua propriedade em Agen e implorou à mãe por dinheiro. Catarina enviou-lhe apenas o suficiente "para colocar comida na sua mesa". Passando para a fortaleza de Carlat, ela teve um amante chamado d'Aubiac. Catarina pediu a Henrique que agisse antes que ela lhes trouxesse mais vergonha. Em outubro de 1586, ele trancou Margarida no Castelo d'Usson e D'Aubiac foi executado, embora não tenha sido, como queria Catarina, na frente de sua filha. Ela deserdou Margarida e nunca mais a viu.
Catarina não conseguiu controlar Henrique da mesma forma que havia feito com Francisco e Carlos. Seu papel em seu governo tornou-se o de diretora-executiva e diplomata itinerante. Ela viajou muito por todo o reino, impondo sua autoridade e tentando evitar a guerra. Em 1578, ela assumiu a tarefa de pacificar o sul. Com cinquenta e nove anos de idade, ela embarcou em uma viagem de dezoito meses por todo o sul da França para se reunir com líderes huguenotes face a face. Seus esforços ganharam-lhe um novo respeito do povo francês. Em seu retorno a Paris, em 1579, ela foi recebida fora da cidade pelas multidões e pelo parlamento. O embaixador veneziano, Gerolamo Lipomanno, escreveu: "Ela é uma princesa incansável, nascida para domar e governar um povo tão indisciplinado como os franceses. Eles agora reconhecem seus méritos, sua preocupação com a unidade e lamentam por não a terem apreciado mais cedo". No entanto, ela não tinha ilusões e, em 25 de novembro de 1579, escreveu ao rei: "Você está às vésperas de uma revolta geral. Qualquer um que lhe diga diferente é um mentiroso".

### Liga católica

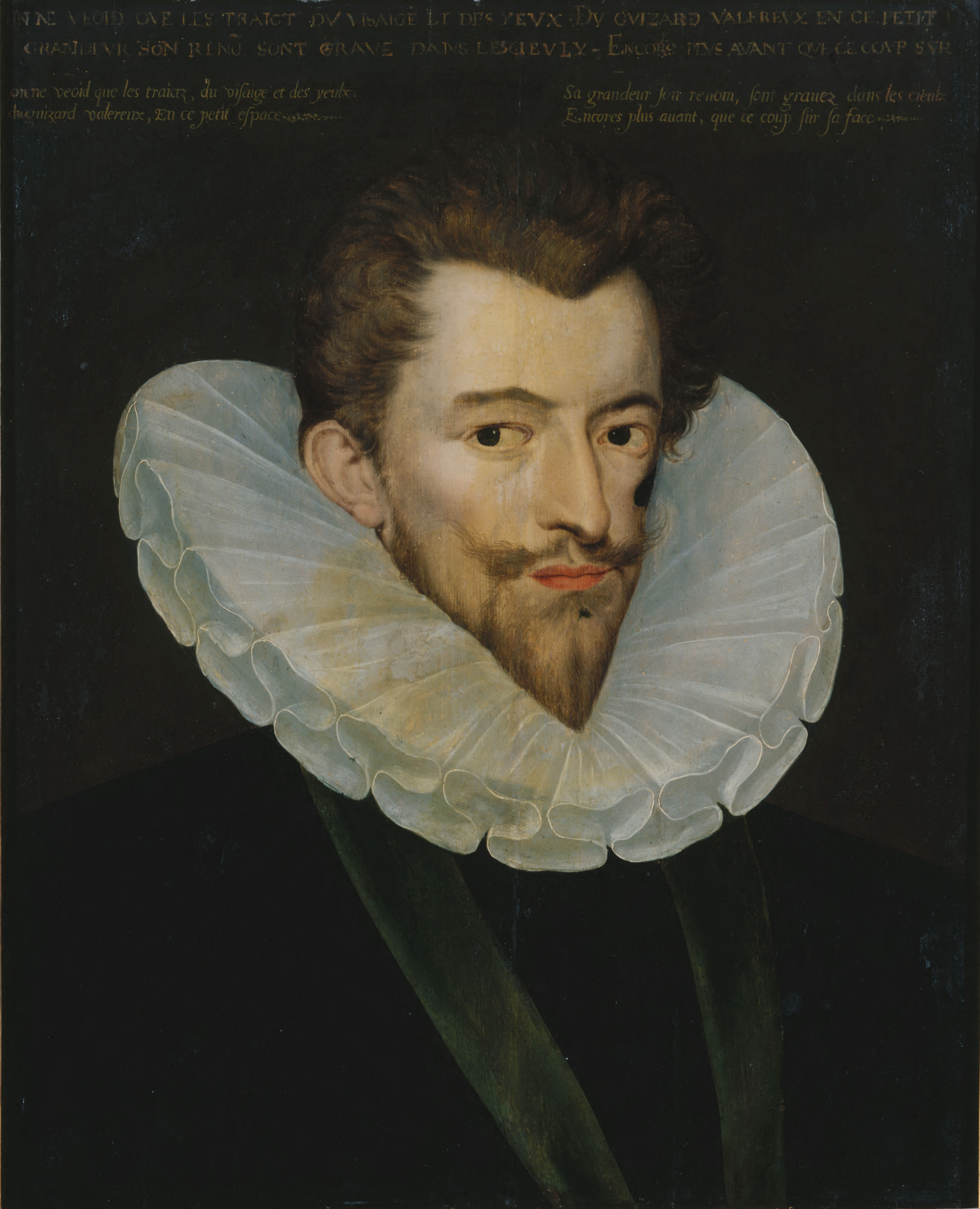
Henrique, duque de Guise, por Pierre Dumoûtier. Desarmado pela doçura de Catarina quando se encontraram para negociar em Épernay em 1585, Guise chorosamente insistiu que seus motivos foram mal compreendidos. Catarina disse-lhe que seria melhor se ele tirasse as botas e comesse alguma coisa; depois poderiam conversar longamente.

Muitos líderes católicos ficaram horrorizados com as tentativas de Catarina de apaziguar os huguenotes. Após o Édito de Beaulieu, eles tinham começado a formar ligas locais para proteger sua religião. A morte do herdeiro do trono em 1584 levou o duque de Guise a assumir a liderança da Liga católica. Ele planejava bloquear a sucessão de Henrique de Navarra e colocar o seu tio católico, o cardeal Carlos de Bourbon, no trono em seu lugar. Nesta causa, ele recrutou os grandes príncipes católicos, nobres e prelados, assinou o tratado de Joinville com a Espanha e se preparou para a guerra contra os "hereges". Em 1585, Henrique III não teve escolha senão declarar guerra contra a Liga. Como a rainha citou, "a paz é carregada em um porrete" (bâton porte paix). "Tome cuidado", ela escreveu para o rei, "especialmente com sua pessoa. Há tanta traição rondando que eu morro de medo".
Henrique foi incapaz de lutar contra os católicos e os protestantes simultaneamente e ambos tinham exércitos mais fortes do que o seu próprio. No Tratado de Nemours, assinado em 7 de julho de 1585, ele foi forçado a ceder a todas as exigências da Liga, inclusive pagar por suas tropas. Ele se retirou para jejuar e orar, cercado por guarda-costas conhecidos como "Os quarenta e cinco", e deixou sua mãe para resolver a confusão. A monarquia tinha perdido o controle do país e não estava em condições de ajudar a Inglaterra a enfrentar o ataque espanhol que se aproximava. O embaixador espanhol disse a Filipe II que o abscesso estava prestes a estourar.
Em 1587, a reação católica contra os protestantes havia se transformado numa campanha em toda a Europa. Isabel I de Inglaterra executou a rainha Maria da Escócia em 18 de fevereiro de 1587, indignando o mundo católico. Filipe II de Espanha se preparou para uma invasão da Inglaterra. A Liga assumiu o controle de grande parte do norte da França para garantir os portos franceses para a Invencível Armada.

### Últimos meses e morte

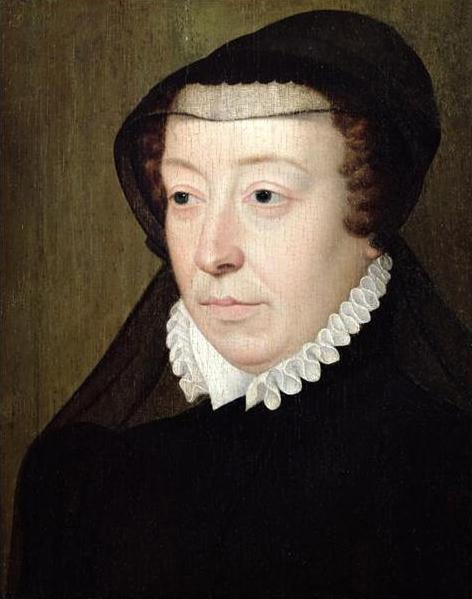
Catarine de Médici, por François Clouet. Como viúva, ela usava um boné ou um capô francês. Na parte de trás de sua juba, havia uma gola alta preta, e ela usava uma camisa preta larga, corpete pontudo e enormes mangas aladas. "Sobre tudo isso fluía um manto preto longo".

Henrique contratou tropas suíças para ajudá-lo a se defender em Paris. Os parisienses, no entanto, reivindicaram o direito de defender a cidade. Em 12 de maio de 1588, eles montaram barricadas nas ruas e se recusaram a receber ordens, exceto o Duque de Guise. Quando Catarina tentou ir à missa, encontrou seu caminho barrado, mas foi autorizada a passar através das barricadas. O cronista L'Estoile relatou que ela chorou durante todo o almoço naquele dia. Ela escreveu a Bellièvre, "Nunca me vi em tal dificuldade ou com tão pouca luz pela qual escapar". Como de costume, Catarina aconselhou o rei, que havia fugido da cidade em cima da hora, a aceitar uma solução de compromisso e viver para lutar outro dia. Em 15 de junho de 1588, Henrique obedientemente assinou o Ato de União e cedeu a todas as novas exigências da Liga.
Em 8 de setembro de 1588, em Blois, onde a corte se reuniu para uma reunião dos Estados, Henrique demitiu todos os seus ministros sem aviso prévio. Catarina, na cama com uma infecção pulmonar, não sabia de nada. As ações do rei efetivamente terminaram os seus dias de poder. Na reunião dos Estados, o rei agradeceu à sua mãe por tudo que ela tinha feito. Ele a chamou não só de a mãe do rei, mas de a mãe do estado. Henrique não contou a Catarina o seu plano para solucionar seus problemas. Em 23 de dezembro de 1588, ele pediu ao duque de Guise para encontrá-lo no Castelo de Blois. Quando Guise entrou no aposento do rei, os Quarenta e cinco mergulharam suas espadas em seu corpo e mataram-no aos pés da cama do rei. No mesmo momento, oito membros da família Guise foram presos, incluindo o irmão do duque de Guise, o cardeal Luís II, a quem os homens de Henrique agrediram até a morte no dia seguinte nas masmorras do palácio. Imediatamente após o assassinato de Guise, Henrique entrou no quarto de Catarina no andar de baixo e anunciou: "Por favor, me perdoe. Monsieur de Guise está morto. Ele não vai falar de novo. Eu tive que matá-lo. Eu fiz com ele o que ele ia fazer comigo". A reação imediata de Catarina não é conhecida, mas, no dia de Natal, ela disse a um frade, "Ó, homem miserável! O que ele fez? ... Ore por ele ... Eu o vejo correndo em direção a sua ruína". Ela visitou seu velho amigo, o cardeal de Bourbon, em 1 de janeiro de 1589, para dizer-lhe que tinha certeza de que em breve ele seria libertado. Ele gritou para ela: "Suas palavras, minha senhora, nos levaram todos a esta carnificina". Ela saiu em lágrimas.

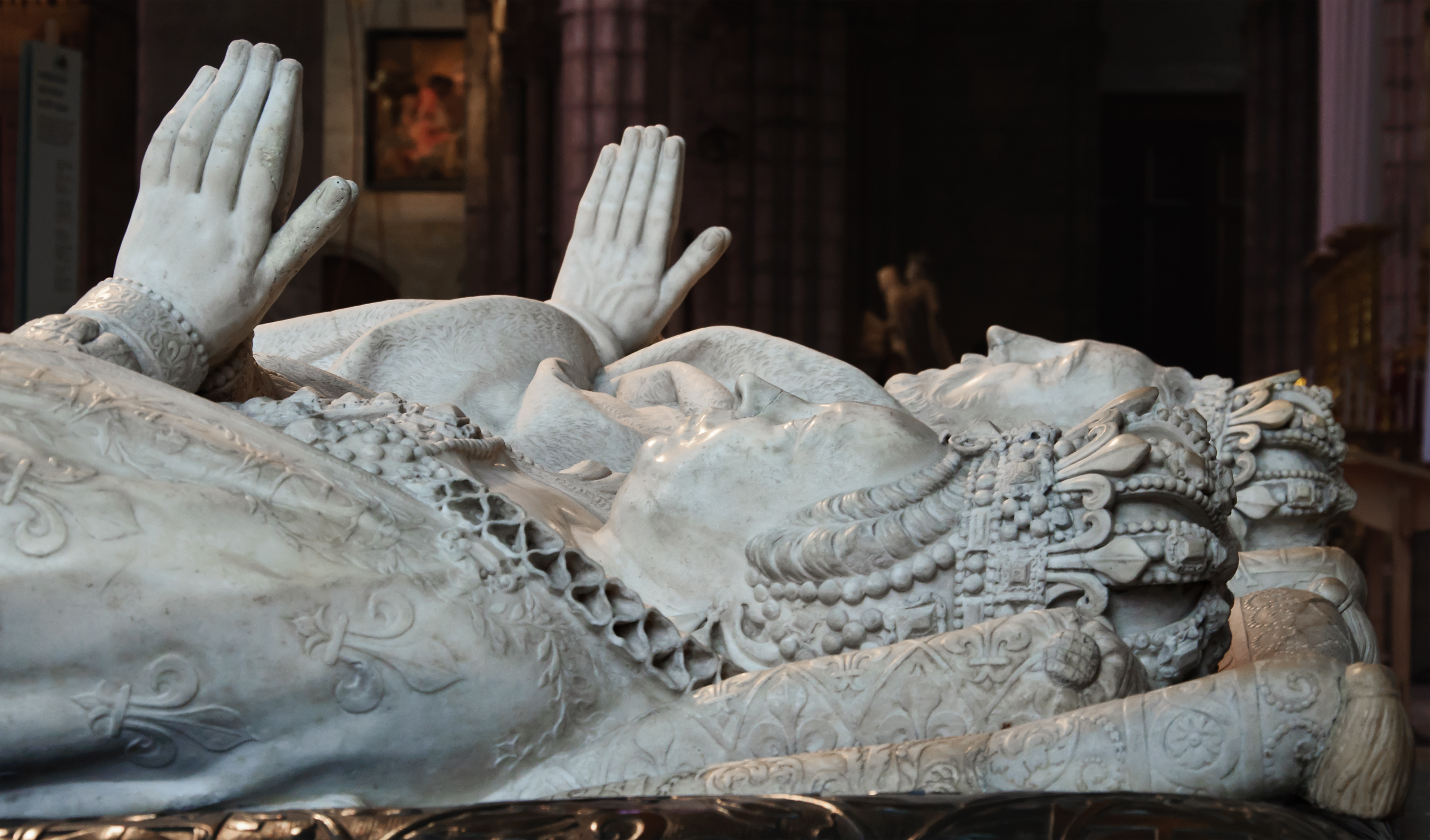
Efígies de Catarina de Médici e Henrique II por Germain Pilon (1583), Basílica de Saint-Denis.

Catarina morreu com sessenta de nove anos de idade em 5 de janeiro de 1589, provavelmente de pleurisia. L'Estoile escreveu: "pessoas próximas a ela acreditavam que sua vida foi encurtada pelo descontentamento com as ações de seu filho". Ele acrescentou que ela não tinha morrido mais cedo quanto poderia, dado que ela recebia tanta consideração quanto uma cabra morta. Como Paris estava nas mãos dos inimigos da coroa, Catarina teve que ser enterrada em Blois. Diana, filha de Henrique II e Filippa Duci, teve seu corpo transladado mais tarde para a basílica de Saint-Denis. Em 1793, um grupo de revolucionários jogou seus ossos em uma vala comum com os dos outros reis e rainhas. Oito meses após o seu enterro, um frade chamado Jacques Clément esfaqueou Henrique III até a morte. Na época, Henrique estava sitiando Paris com o rei de Navarra, que o sucedeu como Henrique IV, acabando com quase três séculos de domínio Valois e iniciando a dinastia Bourbon.
Segundo relatos, Henrique IV posteriormente disse a Catarina:
| “ | Eu lhe pergunto, o que uma mulher poderia fazer, deixada pela morte de seu marido com cinco crianças em seus braços, e duas famílias da França, que estavam pensando em tomar a coroa — a nossa [os Bourbons] e a dos Guise? Ela não foi compelida a papéis estranhos para enganar primeiro uma e depois a outra, a fim de proteger, como ela fez, seus filhos, que reinaram sucessivamente por força da conduta sábia daquela mulher perspicaz? Surpreende-me que ela nunca tenha feito pior. | ” |

## Patrona das artes

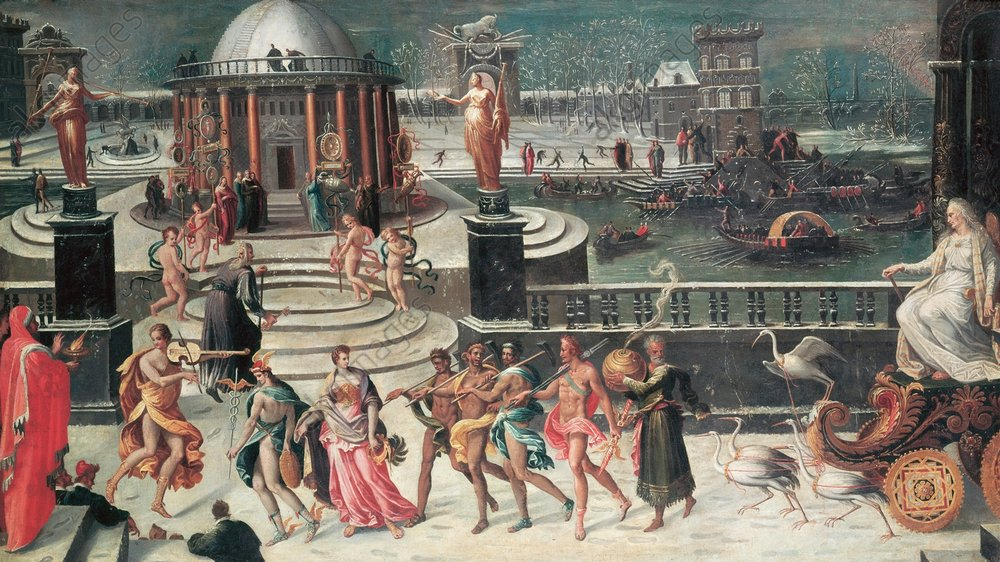
Triunfo do Inverno por Antoine Caron, c. 1568.

Catarina acreditava no ideal humanista do príncipe erudito renascentista, cuja autoridade dependia tanto das armas quanto das letras. Ela foi inspirada pelo exemplo de seu sogro, o rei Francisco I, que acolheu os principais artistas da Europa em sua corte, e por seus antepassados Médici. Em uma época de guerra civil e declínio do respeito pela monarquia, ela procurou reforçar o prestígio real através de exposições culturais luxuosas. Uma vez no controle do erário real, ela lançou um programa de patrocínios artísticos que duraram três décadas. Durante este período, ela presidiu uma cultura renascentista francesa tardia em todos os ramos das artes.
Um inventário elaborado no Hôtel de la Reine após sua a morte mostra que ela tinha sido uma colecionadora. Obras de arte listadas incluíam tapeçarias, mapas desenhados à mão, esculturas, tecidos ricos, móveis de ébano embutidos em marfim, conjuntos de porcelana e cerâmica de Limoges. Havia também centenas de retratos, que entraram na moda na época de Catarina. Muitos deles eram de Jean Clouet (1480-1541) e seu filho, François Clouet (c. 1510-1572). François desenhou e pintou retratos de toda família de Catarina e de muitos membros da corte. Após sua morte, iniciou-se um declínio na qualidade dos retratos franceses. Em 1610, a escola patrocinada no final do governo dos Valois - que teve seu auge com François Clouet - extinguiu-se.
Além de retratos, pouco se sabe sobre a pintura na corte de Catarina de Médici. Nas duas últimas décadas de sua vida, apenas dois pintores destacam-se como personalidades conhecidas: Jean Cousin, o Jovem (c. 1522–c. 1594), do qual poucas obras sobreviveram, e Antoine Caron (c. 1521-1599), que tornou-se o pintor oficial de Catarina depois de trabalhar em Fontainebleau com Francesco Primaticcio. O maneirismo fértil de Caron, com seu amor por cerimoniais e sua preocupação com massacres, reflete a atmosfera neurótica da corte francesa durante as guerras religiosas.

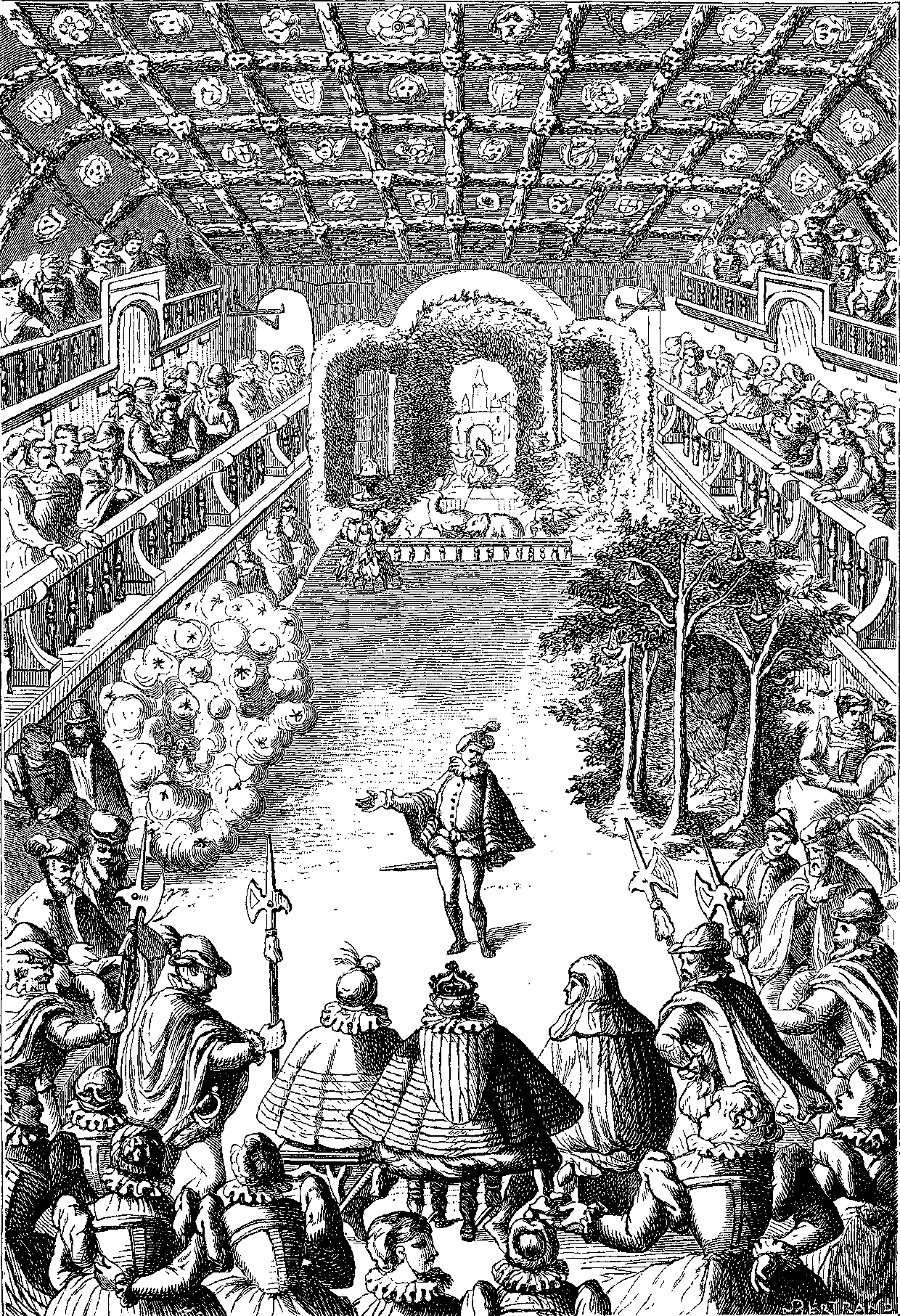
O Ballet Comique de la Reine a partir de uma gravura de 1582 por Jacques Patin.

Muitas das pinturas de Caron, tais como as do Triunfo do Inverno, são de temas alegóricos que ecoavam as festividades pelas quais a corte de Catarina tornou-se famosa. Seus projetos para as tapeçarias Valois celebravam as fêtes, piqueniques e simulações de batalhas dos espetáculos "magníficos" presididos por ela. Eles retratam eventos realizados em Fontainebleau, em 1564; em Baiona em 1565 para a reunião de cúpula com a corte espanhola; e no Palácio das Tulherias em 1573, para a visita dos embaixadores poloneses que apresentaram a coroa polonesa para o filho de Catarina, Henrique de Anjou. A biógrafa Leonie Frieda sugere que "Catarina, mais do que ninguém, inaugurou o entretenimento fantástico pelo qual mais tarde os monarcas franceses também se tornaram conhecidos".
Os espetáculos musicais, em particular, permitiram que ela expressasse seus dons criativos. Eles eram geralmente dedicados ao ideal da paz no reino e se baseavam em temas mitológicos. Para criar os dramas, música e efeitos cênicos necessários para estes eventos, Catarina empregou os principais artistas e arquitetos da época. O historiador Frances Yates a chamou de "uma grande artista criativa em festivais". Catarina gradualmente introduziu mudanças nos entretenimentos tradicionais: por exemplo, ela aumentou a proeminência da dança nos festivais que eram o clímax de uma série de entretenimentos. Uma nova forma distintiva de arte, o ballet de cour, surgiu a partir desses avanços criativos. Devido à sua síntese de dança, música, verso e cenários, o Ballet Comique de la Reine, em 1581, é considerado por estudiosos como o primeiro balé autêntico.
O grande amor de Catarina de Médici nas artes era a arquitetura. "Como a filha de Médici", sugere o historiador de arte francês Jean-Pierre Babelon, "ela foi motivada pela paixão de construir e um desejo de deixar grandes realizações quando morresse. Após a morte de Henrique II, ela começou a imortalizar a memória de seu marido e a aumentar a grandeza da monarquia Valois através de uma série de dispendiosos projetos de construção. Entre eles, obras nos chateaux de Montceaux-en-Brie, Saint-Maur-des-Fossés e Chenonceau. Catarina construiu dois novos palácios em Paris: o Tulherias e o Hôtel de la Reine. Ela estava intimamente envolvida no planejamento e supervisão de todos os seus esquemas arquitetônicos. De acordo com Sutherland e Thompson, os anos em que reinou foram chamados de "a era de Catarina de Médici". e, de acordo com Mark Strage, um de seus biógrafos, foi a mulher mais poderosa da Europa no século XVI.
Catarina tinha emblemas de seu amor e dor esculpidos nas pedras de seus edifícios. Poetas a elogiaram como a nova Artemísia, que construiu o Mausoléu em Halicarnasso como um túmulo de seu marido morto. Como a peça central de uma nova e ambiciosa capela, ela encomendou um magnífico túmulo para Henrique na Basílica de Saint-Denis. Ele foi projetado por Francesco Primaticcio (1504-1570), com escultura de Germain Pilon (1528-1590). O historiador de arte Henri Zerner chamou este monumento de "o último e mais brilhante dos túmulos reais da Renascença". A rainha também contratou Germain Pilon para esculpir a escultura de mármore que contém o coração de Henrique II. Um poema de Pierre de Ronsard, gravado em sua base, diz ao leitor para não tentar entender como um vaso tão pequeno pode conter um coração tão grande, pois o coração real de Henrique reside no peito de Catarina.
Embora ela tenha gasto somas ruinosas com as artes, a maior parte de seu patrocínio não deixou legado permanente. O fim da dinastia Valois, logo após sua morte, trouxe mudanças nas prioridades da coroa.

## Posteridade

Brasão de armas.

Catarina de Médici casou-se com Henrique, duque de Orleães, o futuro Henrique II, em Marselha em 28 de outubro 1533. Ela deu à luz dez filhos, sete dos quais sobreviveram até a idade adulta. Seus três filhos mais velhos tornaram-se reis da França; duas de suas filhas casaram-se com reis, e uma se casou com um duque. Catarina sobreviveu aos seus filhos, exceto Henrique III, que morreu sete meses depois dela, e Margarida, que herdou sua saúde robusta.
- Francisco II (19 de janeiro de 1544 — 5 de dezembro de 1560). Casou com Maria, rainha da Escócia, em 1558.
- Isabel (2 de abril de 1545 — 3 de outubro de 1568). Casada com Filipe II em 1559.
- Cláudia, Duquesa consorte de Lorena (12 de fevereiro de 1547 — 21 de fevereiro de 1575). Casada com Carlos III, Duque de Lorena.
- Luís, Duque de Orleães (3 de fevereiro de 1549 — 24 de outubro de 1550). Morreu na infância.
- Carlos IX (27 de junho de 1550 — 30 de maio de 1574). Casado com Isabel da Áustria em 1570.
- Henrique III (19 de setembro de 1551 — 2 de agosto de 1589). Casado com Luísa de Lorena em 1575.
- Margarida, Duquesa d'Étampes (14 de maio de 1553 — 27 de março de 1615). Casada com Henrique, rei de Navarra, o futuro Henrique IV, em 1572.
- Hércules Francisco (18 de março de 1555 — 19 de junho de 1584). Duque de Alençon e de Anjou.
- Vitória (24 de junho de 1556 — 17 de agosto de 1556). Gêmea de Joana. Morreu na infância.
- Joana (24 de junho de 1556 — 24 de junho de 1556). Gêmea de Vitória. Morreu no útero.[214][nt 26]

## Ascendência
A ascendência de Catarina de Médici:

## Na cultura popular

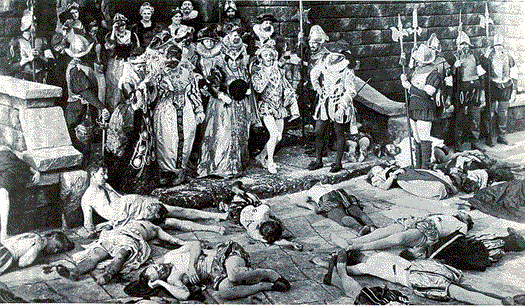
Cena de Intolerância (1916) de David Wark Griffith: Catarina de Médici deixando o Louvre para inspecionar os corpos dos huguenotes no pátio do palácio - provavelmente inspirados por um detalhe da famosa pintura de François Dubois O Massacre no Dia de São Bartolomeu (datados de depois de 1576) e a semelhante composição de Édouard Debat-Ponsan, Certa manhã, do lado de fora dos portões do Louvre (1880).

### Cinema
- Josephine Crowell – Intolerance (1916)
- Marguerite Moreno – Pearls of the Crown (1937)
- Françoise Rosay – La Reine Margot (1954)
- Marisa Pavan – Diane (1956)
- Lea Padovani - La Princesse de Clèves (1961)
- Isa Miranda – Hardi Pardaillan! (1964)
- Virna Lisi – La Reine Margot (1994)
- Evelina Meghnagi – The Princess of Montpensier (2010)
- Amanda Plummer – Nostradamus (1994)

### Televisão
- Alice Sapritch – la Reine Margot (telefilme, 1961)
- Joan Young – The Massacre of St Bartholomew's Eve (episódio de Doctor Who, 1966)
- Maria Meriko – La Dame de Monsoreau (mini-série, 1971)
- Margaretta Scott – Elizabeth R (mini-série, 1971)
- Dominique Blanchar – Le Chevalier de Pardaillan (série, 1988)
- Alice Sapritch – Catherine de Médicis : Le Tocsin de la révolution (telefilme, 1989)
- Marie-Christine Barrault – Saint-Germain ou la Négociation (telefilme, 2003)
- Megan Follows – Reign (série, 2013)[216]
- Samantha Morton e Liv Hill (jovem) – The Serpent Queen (série, 2022)

### Outras Mídias:
- Foi tema do desfile da escola de samba carioca Imperatriz Leopoldinense, no ano de 1994, com o enredo "Catarina de Médicis na Corte dos Tupinambôs e Tabajerês"[217]